# Замок Іф
За́мок Іф (фр. Château d'If) — фортифікаційна споруда на одному з Фріульських островів — острові Іф у Середземному морі, неподалік від міста Марселя, площею близько 30 тисяч м².

## Історія

### Фортеця

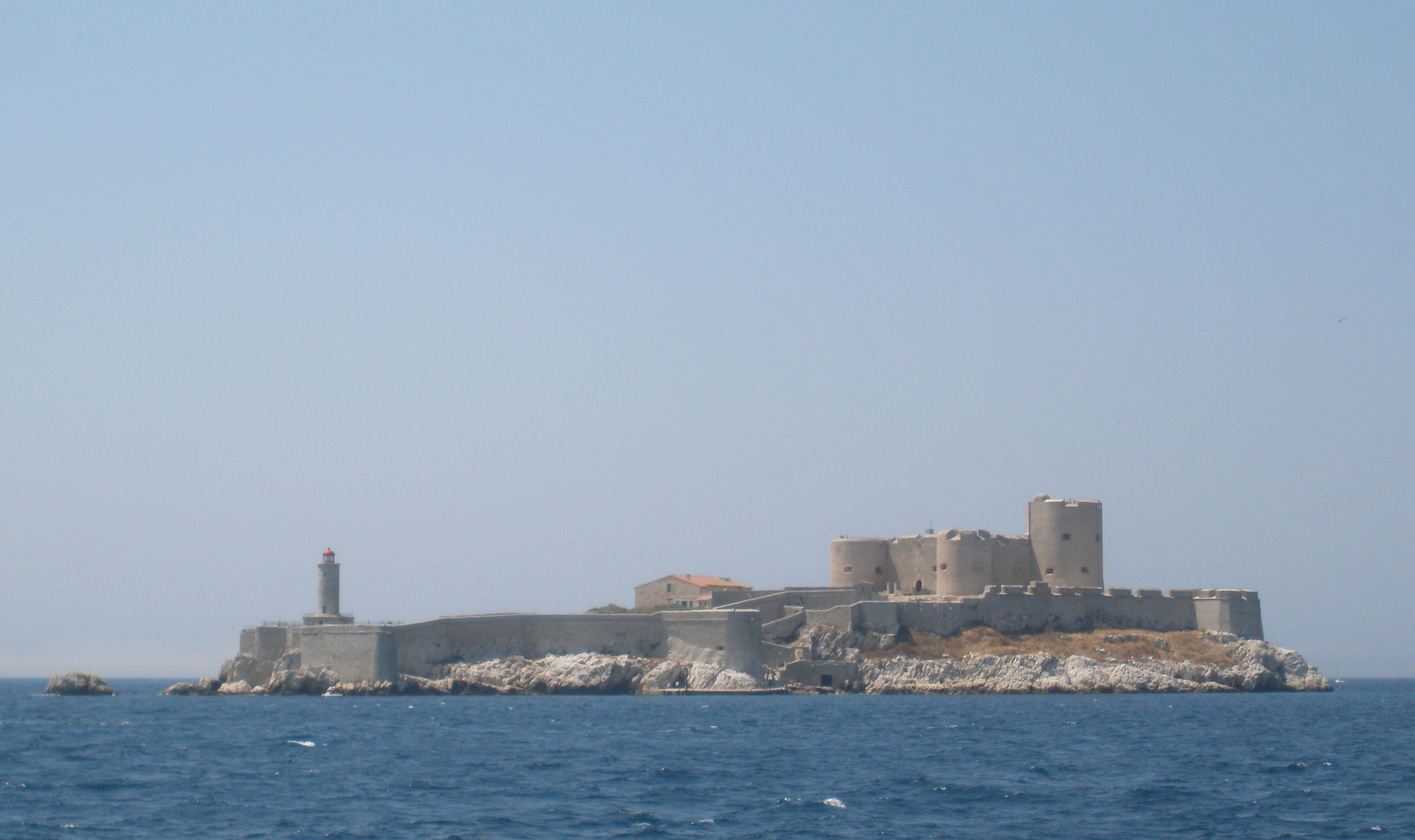
Замок Іф у 2009 році

Замок Іф був першою королівською фортецею Марселя. Будувався у 1524 — 1531 роках за наказом короля Франциска I для захисту від атак з моря. Однак, його будівництво було вкрай суперечливим. Коли Марсель був приєднаний до Франції в 1481 році, він зберіг право забезпечувати власну оборону. Тому на думку багатьох місцевих жителів, будівництво фортеці на острові виглядало як небажані витрати з боку центральної влади.
Основного військового значення замок не мав і ніколи не брав участі у відбитті великих атак. У липні 1531 року, коли імператор Священної Римської імперії Карл V Габсбург готувався напасти на Марсель, замок Іф був близький до справжніх випробувань на міцність. Проте, імператор відмовився від вторгнення.

### В'язниця
Ізольоване місце і небезпечна відберегова течія біля замку Іф зробили його ідеальним місцем для створення в'язниці, дуже схожої на в'язницю Алькатрас у Каліфорнії, що виникла у пізніший час. Утримання в ньому політичних та релігійних в'язнів незабаром зробило його однією з найстрашніших і горезвісних в'язниць у Франції.

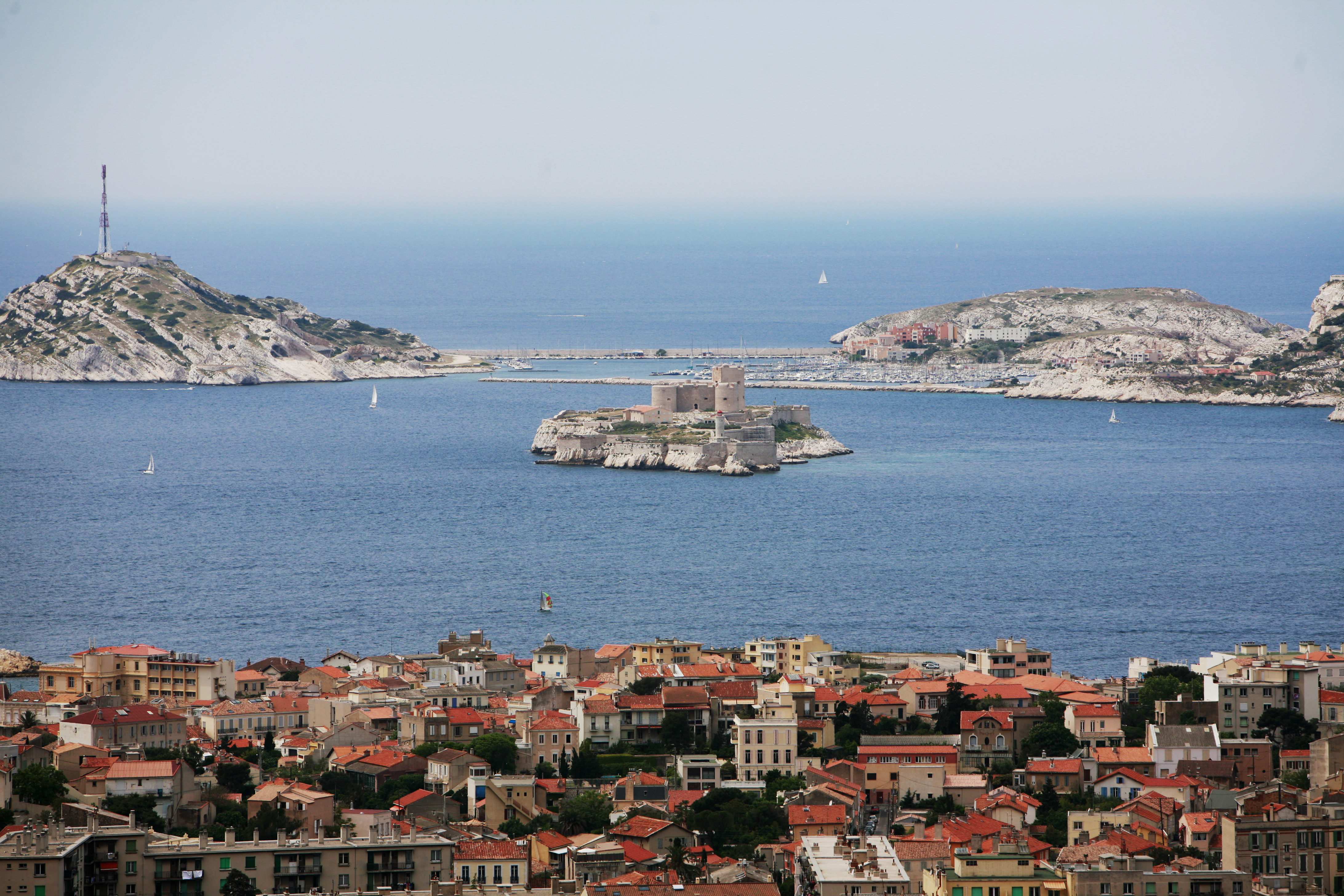
Вигляд на замок з боку Марселя

Острів став всесвітньо відомим у XIX столітті, коли Александр Дюма використав його у своєму романі «Граф Монте-Крісто», опублікованому в 1844 році. У книзі головний герой Едмон Дантес (простолюдин, який пізніше здобуває благородний титул графа) і його наставник, абат Фаріа, були ув'язнені у замку на острові Іф. Після чотирнадцяти років неволі Дантес здійснив зухвалу втечу із замку, ставши першою людиною, якій коли-небудь пощастило втекти з острова. Насправді ж, ніхто не був здатний це зробити.
До кожного ув'язненого замку Іф ставилися по-різному, в залежності від його соціального стану і величини статків. Найбідніших тримали у тісних кімнатах в підземеллі замку. Найбагатшим велося значно краще, їх тримали на верхніх поверхах з просторими вікнами та обладнаним каміном. Однак, за ці привілеї вони повинні були платити, фактично вони і фінансували своє утримання.

## Сьогодення
Використовувати замок як в'язницю припинили наприкінці XIX століття, а 23 вересня 1890 року він став відкритим для доступу загалу. 
У теперішній час до замку Іф можна дістатися на човні від старого порту Марселя. Вже після виходу в світ роману Дюма, замок-в'язниця став популярним туристичним об'єктом.